# 弦楽四重奏曲 (フランク)
弦楽四重奏曲 ニ長調は、セザール・フランクが1889年から1890年にかけて作曲した弦楽四重奏曲。

## 概要
フランクの創作期は3つの時期に分けて考えられる。父の功名心に従うままヴィルトゥオーゾ・ピアニストとして活動した第1期（1841年-1858年）に、彼は室内楽作品として作品番号の1番と2番を与えられたピアノ三重奏曲を作曲した。この時フランツ・リストは若き作曲家の室内楽曲へ助言を与え、それから約40年後にサント・クロチルド聖堂でフランクのオルガン演奏を耳にした際「どうしてあれらの三重奏曲の作曲者を忘れることなどできようか」と述べたとされる。しかし、専らオルガニストとしての職務をこなした第2期（1858年-1876年）には、室内楽曲に目立った作品は遺されなかった。今日フランクの作品として知られる傑作群は1876年以降の第3期に生み出されている。室内楽の分野にも『ピアノ五重奏曲』、『ヴァイオリンソナタ』そして『弦楽四重奏曲』がこの順に生まれており、それぞれが傑出した作品として知られている。フランクはこの後さらにもう1曲のヴァイオリンソナタの構想を練っていたが、それは彼の死により実現することはなく弦楽四重奏曲が最後の室内楽作品となった。
この作品のスケッチが始められたのは1889年の初頭である。第1楽章がまず作曲されたが、同年10月29日に最終稿として仕上げられるまでに少なくとも3つの版が書かれた。続く第2楽章は対照的に一気に書き進められて同11月9日に完成、全曲が書き上げられたのが1890年1月15日である。しかし、フランクの高弟ヴァンサン・ダンディによれば、フランクは既に1870年代から弦楽四重奏曲の構想を温めていたという。この時期にはちょうどフランクも創設メンバーに加わった国民音楽協会が設立され、ジャック・オッフェンバックに代表される舞台音楽全盛のフランスの音楽界に純音楽志向が高まりつつあったことが特筆される。いったん仕舞い込まれた弦楽四重奏曲の構想であったが1888年に再び取り上げられ、ダンディが伝えるところによればフランクはピアノの譜面台にベートーヴェンやシューベルトの弦楽四重奏曲の楽譜を掲げ、これらを研究していたようである。特に本作はベートーヴェンの後期作品から多くの要素を吸収しているとされるが、その影響は表層的ではないため一見してそれと認め得ることはない。
この作品はフランクが最晩年にして初めて一般の聴衆から喝采を浴びた楽曲であった。フランクは遅咲きの作曲家として知られるが、聴衆に受け入れられた時期も極めて遅く、現在では名曲としてゆるぎない評価を確立している『交響曲 ニ短調』やピアノ曲『前奏曲、アリアと終曲』などですら、初演時の評価は惨憺たるものであった。しかしながら、フランクは当時のフランスの聴衆の嗜好に迎合することなく、自らの理想とする音楽を忍耐強く追求し続け、傑作『ヴァイオリンソナタ』などを通じて少しずつ専門家以外の聴衆の関心を引く存在となっていく。そしてついに1890年4月19日、サル・プレイエルで行われた国民音楽協会の演奏会でのこの曲の初演において、フランクは万雷の拍手を浴びることになったのである。これはフランクが没するわずか7か月前のことであった。
初演を受け持ったのはメッス四重奏団であった。楽譜は1892年に出版され、1906年に一般的だったのはパリのアメル社（Hamelle）による版だった。

## 演奏時間
約50分

## 楽曲構成
曲は4つの楽章からなり、循環主題を用いて緊密に統一されている。

### 第1楽章
ポーコ・レント - アレグロ 4/4拍子 ニ長調
ソナタ形式であるが、三部形式との融合を図ったかのような特殊な構成となっている。規模の大きな序奏部から始まる。オルガンの響きを思わせる和声的伴奏の上に、第1ヴァイオリンによって序奏部の主題が歌われる（譜例1）。この主題は全曲を関連付ける第1の循環主題として、この後の楽章にも現れる。この主題とともに、弱音で奏される対照的な譜例2のエピソードが序奏部を形作っていく。

譜例1

譜例2
序奏部の最後で予告されたリズムに導かれ、ニ短調でソナタ形式の主部へ入り第1主題が提示される（譜例3）。

譜例3
精力的に進められる推移部の中でチェロに出される譜例4は、終楽章で重要となる第2の循環主題である。

譜例4
譜例4がヴァイオリンでも扱われて印象付けられると情熱に盛り上がっていき、そのまま滑らかに第1ヴァイオリンとヴィオラの掛け合いでヘ長調の第2主題が出される（譜例5）。

譜例5
クライマックスを形成すると譜例3を用いた結尾句で静まっていき、提示部を終える。続いて展開部となるが、テンポをポーコ・レントとしてヴィオラ独奏で開始されるのは譜例1に基づくフガートであり、第2ヴァイオリン、チェロ、第1ヴァイオリンの順で加わっていく。展開が進むにつれて熱を帯びていき、テンポを再びアレグロに戻すと第1主題による通常のソナタの展開部となる。ここでは譜例3の他にも譜例4や譜例5を含む多くの要素が用いられている。ニ短調で第1主題が回帰すると再現部となり、譜例4もこれに続く。第2主題はまずロ長調に出るが、4小節の後にニ長調へ移されると結尾楽句を導く。トランクィロとなって落ち着くと、改めてテンポをポーコ・レントとしてニ長調のまま序奏部が回帰する。譜例1が奏されると譜例2も続き、最後は譜例3のリズムの余韻の中、静かに楽章を終える。

### 第2楽章
スケルツォ: ヴィヴァーチェ 3/8拍子 嬰ヘ短調
メンデルスゾーン風の軽やかさを持つ楽章。低音から高音へ向かって駆け上る印象的な譜例6により幕を開ける。ここでは頻繁に全休止が挿入され、大きな効果を上げている。

譜例6
対照的に流麗な譜例7が第1ヴァイオリンによって提示され、譜例6とともにこの楽章において中心的な役割を果たす。

譜例7
トリオは譜例8に基づいており、ここでも楽想はフェルマータを付した休符によって頻繁に遮られる。このトリオでは中頃にチェロによって譜例1がふと奏でられる。

譜例8
その後、譜例6がピッツィカートを伴って回帰し、短くまとめられるとただちに譜例7へと接続される。最後は譜例8を用いて静かに収まっていき、弱音のピッツィカートで閉じられる。

### 第3楽章
ラルゲット 3/4拍子 ロ長調
三部形式に近い構成を取る。冒頭から譜例9の抒情的な主題が奏でられるが、この旋律は譜例1と譜例4を素材として導かれたものと思われる。

譜例9
この楽章の第1の部分は譜例10を挟んで譜例9が再度奏されることにより、それ自身が三部形式を形成している。

譜例10
第2の部分では起伏の大きなアルペジオの伴奏音型に乗って、第1ヴァイオリンが高音部で情熱的な旋律を奏する（譜例11）。この譜例11は譜例10が提示された際に中声部に現れていたものである。調号はハ長調の表記となっているが、繰り返される転調によって調性は不明確なまま進む。

譜例11
中間部が大きな盛り上がりを築いた後に静まると、ピアニッシッシモ（ppp）で譜例9が再現される。この第3の部分は第1部の単純な再現ではなく、かなり短くなっている上にポーコ・アニマートとなって中間部のエピソードが再び現れるなど、複雑な様相を呈する。最終的には譜例10が現れて静かに楽章を終わりへ導く。

### 第4楽章
フィナーレ: アレグロ・モルト 2/2拍子 ニ長調
拡大されたソナタ形式。威圧的な調子のユニゾンのフレーズで開始する（譜例12）。楽章冒頭ではこのフレーズによって橋渡しされる形で、これまでの楽章の主要主題が次々と原形のまま回顧される。まず第3楽章から譜例9、続いて第2楽章の譜例6、そして第1楽章の譜例1である。これはベートーヴェンの『交響曲第9番』の終楽章を想起させるものであり、フランク自身もかつてオルガン曲『交響的大曲』において試みた方法である。

譜例12
この序奏部が終わると、終楽章の主題の提示に移る。第1主題は譜例1に由来しており、ヴィオラによって導入される（譜例13）。

譜例13
譜例12の断片が出てまとめられると、続いて第2主題群の提示へ移る。3つの材料が用いられ、下記譜例の順番で次々と出されていく。最初に出される長音による譜例14は譜例4を原形としている。続くのが譜例12の登場で荒れ狂う中で提示される譜例15、譜例15からの盛り上がりが一段落つくと勇ましく出される譜例16である。

譜例14

譜例15

譜例16
展開部では提示された多くの要素が対位法的に組み合わされて扱われる。さらに譜例1も加わり、譜例12が場面転換に用いられて度々姿を見せる。再現部の開始を明示するのは容易ではないが、約500小節で第1主題が2度目に再現されると第2主題群も再現される。再現部が終わりに近づき、一度静まると突如譜例6が現れる。ここからコーダとなって、譜例6がそのまま音楽を支配していくと譜例13が対位法的に絡みついていき、発展したところで音価を引き伸ばされた譜例9が朗々と歌われる。クライマックスを築いた後に勢いが落ちていくが、最後はプレストに転じて譜例12が現れるとそのまま急き込むように全曲の幕を下ろす。